# Föhntal
Als Föhntal werden in der Schweiz und in Österreich Täler nördlich des Alpenkamms bezeichnet, die durch ihre Nord-Süd-Ausrichtung besonders stark den Einflüssen des Alpenföhns ausgesetzt sind, der sich bei einer Windrichtung in der Regel von Süd bis Südwest aufbaut.
Föhntäler haben an Föhntagen (ca. 20 pro Jahr) eine deutlich höhere Temperatur (bis 10 °C) als ihre Umgebung. Bei Föhnlage nimmt die Bewölkung ab und die Sonnenscheindauer zu. Der Schnee schmilzt schneller, was die Vegetationsperiode verlängert. Obwohl es natürlich auch hier weit mehr „normale“ Tage als Föhntage gibt, können die langjährigen Durchschnittstemperaturen bis zu 3 °C über denen der Nachbartäler liegen. So gedeihen in Föhntälern Kulturen wie Mais, Weinreben und Palmen.
Der Föhn erreicht in Föhntälern oft Sturmstärke und verursacht entsprechende Schäden an Gebäuden und Kulturen. Die trockene und heiße Luft erhöht auch die Brandgefahr: Die Stadt Glarus beispielsweise ist viermal und der Urner Hauptort Altdorf dreimal durch vom Föhnsturm angefachte Feuersbrünste zerstört worden.
Bei Wanderern sind Föhntäler beliebt, da dort bei Föhnlage das schöne Wetter und die klare Sicht noch anhält, während es ringsherum bereits regnet.
Typische Alpine Föhntäler sind (von west nach ost):
- das Rhonetal von Martigny bis zum Genfersee.
- das Saanetal
- die Simplon-Nordrampe
- das Haslital
- das Sarneraatal und das Engelbergertal
- das Urner Reusstal und der Urnersee
- das Linthtal im Kanton Glarus
- das Domleschg zwischen Thusis und Bonaduz
- die Lenzerheide bis Chur
- das Oberhalbstein von Savognin bis Tiefencastel
- die Albula von Bergün bis Filisur
- das Rheintal an der schweizerisch-liechtensteinisch-österreichischen Grenze
- das Brandnertal
- das Kleinwalsertal
- das nördliche Wipptal
- das Zillertal
- das Inntal
- das Salzachtal und die südlichen Nebentäler, die Tauerntäler
- das Trauntal (Salzkammergut)